# Partidul Social Democrat
Die Partidul Social Democrat (PSD) (deutsch Sozialdemokratische Partei) ist eine seit 1992 bestehende postkommunistische, linkspopulistische und linksnationalistisch kommunistische Nachfolgepartei der PCR und FSN in Rumänien.

## Politische Ausrichtung
Die PSD ist ein, seit April 2019 suspendiertes, Mitglied der Sozialdemokratischen Partei Europas und ist somit eine Schwesterpartei der SPD, SPÖ und SP.
Laut dem Politikwissenschaftler Olaf Leiße und seinen Ko-Autoren Utta-Kristin Leiße und Alexander Richter findet man unter den führenden Politikern der PSD „Sozialisten, Liberale, Neokommunisten und Ultranationalisten“. Sie bezeichnen die Partei als „Sammelbecken der ehemaligen Nomenklatura, der Verwaltungsbeamten und Leiter staatlicher Wirtschaftsunternehmen“ und halten die Klassifizierung als „links-nationalistisch“ für am treffendsten. Laut dem Politikwissenschaftler Martin Sieg von der Konrad-Adenauer-Stiftung präsentiert sich die PSD parteipolitisch als eine „Kombination aus Sozialklientelismus und Nationalkonservatismus“, die in ihrer Rhetorik verstärkt auch minderheitenfeindliche und xenophobe Elemente anwendet.

## Geschichte

### Vorläufer: FSN, FDSN, PDSR unter Iliescu und Gherman (1989–2001)

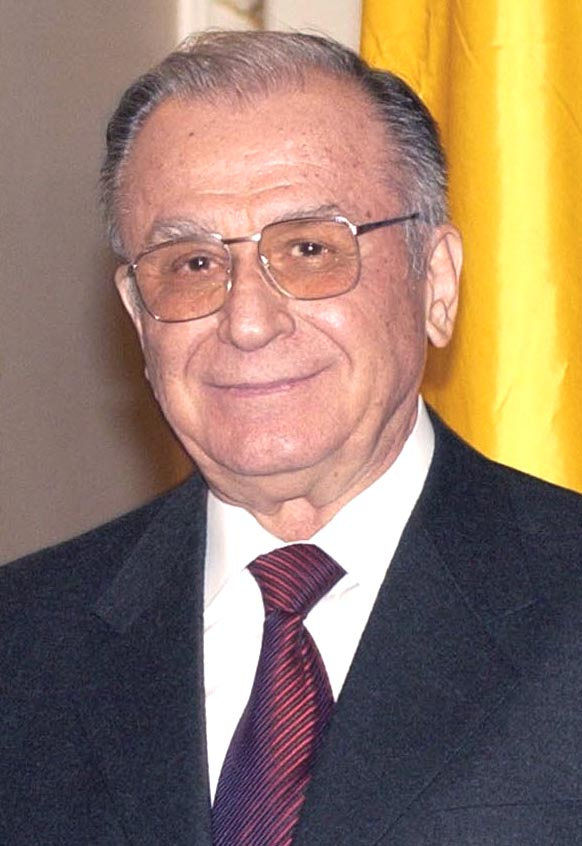
Ion Iliescu (2004)

Im Zuge der Rumänischen Revolution von 1989 löste sich die Kommunistische Partei Rumäniens auf. Ein Teil ihrer ehemaligen Mitglieder vereinigte sich in der Frontul Salvării Naționale (FSN, Nationale Rettungsfront) unter der Führung von Ion Iliescu und übernahm die Macht im Land. Die FSN stellte mit Iliescu den Präsidenten und mit Petre Roman (1990–1991) und Theodor Stolojan (1991–1992) den Ministerpräsidenten.
Im April 1992 kam es zu Auseinandersetzungen innerhalb der FSN. In der Folge spaltete sich eine Gruppe unter Iliescu ab, gründete die Frontul Democrat al Salvării Naționale (FDSN, Demokratische Front für die Nationale Rettung) und gewann die Parlamentswahlen 1992. Aus den übriggebliebenen Mitgliedern der FSN bildete sich unter der Leitung von Petre Roman die Partidul Democrat-Frontul Salvării Naționale (PD-FSN, Demokratische Partei-Nationale Rettungsfront), die später ihren Namen in Partidul Democrat (PD, Demokratische Partei) änderte, bevor sie 2007 wiederum in der Partidul Democrat Liberal (PD-L, Demokratisch-Liberale Partei) aufging.
Die FDSN nahm am 10. Juli 1993 den Namen Partidul Democrației Sociale din România (PDSR, Partei der Sozialen Demokratie Rumäniens) an, als sie sich mit einigen kleineren Parteien vereinigte. Von 1992 bis 1996 führte die Formation mehrere Regierungen; Ministerpräsident war Nicolae Văcăroiu. Zeitweise ging sie dabei Bündnisse mit extremistischen Parteien wie der Partidul România Mare (Großrumänienpartei) ein. Parteivorsitzender war während dieser Zeit Oliviu Gherman.
1996 verlor die PDSR die Parlamentswahlen; Iliescu übernahm erneut den Parteivorsitz. Im Jahr 2000 konnte die Partei die Wahlen für sich entscheiden. Sie ging eine Koalition mit der Partidul Umanist Român (PUR, Humanistische Partei Rumäniens) ein; Ministerpräsident wurde Adrian Năstase. Im Januar 2001 fusionierte die PDSR mit einer kleineren Partei, der Partidul Social Democrat Român (PSDR, Sozialdemokratische Partei Rumäniens) und nahm ihren heutigen Namen an.

### PSD unter Năstase und Geoană (2001–2010)

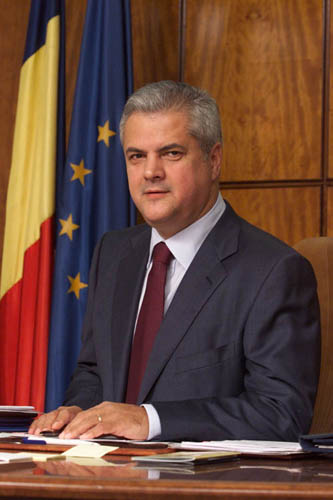
Adrian Năstase (2004)

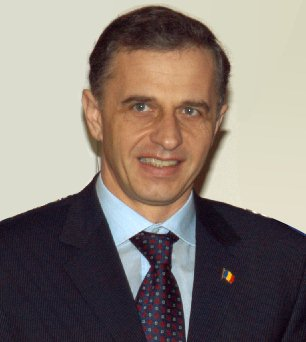
Mircea Geoană (2005)

Obwohl die PSD auch bei den Parlamentswahlen von 2004 die meisten Stimmen erringen konnte, musste sie in die Opposition gehen, da sie keinen Koalitionspartner fand. Bei der Präsidentschaftswahl im gleichen Jahr scheiterte in der zweiten Runde auch der PSD-Kandidat Năstase an Traian Băsescu.
2005 übernahm Mircea Geoană – der ehemalige rumänische Botschafter in den USA und ehemalige Außenminister – den Parteivorsitz. Der ehemalige Staatspräsident Ion Iliescu wurde im Dezember 2006 zum Ehrenvorsitzenden der PSD gewählt.
Bei der Parlamentswahl am 30. November 2008 ging die PSD gemeinsam mit der PD-L als Sieger hervor. Die sozialistische Partei kam auf 33,09 Prozent im Abgeordnetenhaus und 34,16 Prozent im Senat. Die rechtsliberale PD-L gewann 32,36 beziehungsweise 33,57 Prozent. Beide Parteien bildeten daraufhin eine Koalitionsregierung unter Premierminister Emil Boc (PD-L). Diese Regierung zerbrach im Vorfeld der Präsidentschaftswahl 2009. Seitdem befand sich die PSD wieder in der Opposition. Nachdem Mircea Geoană bei der Präsidentschaftswahl 2009 knapp gegen Amtsinhaber Traian Băsescu unterlag, verlor er im Februar 2010 auch den Parteivorsitz an Victor Ponta. Eine Gruppe von PSD-Politikern, die die Präsidentschaft Băsescus unterstützten, spaltete sich im März 2010 unter Führung des vormaligen Innenministers Gabriel Oprea als Uniunea Națională pentru Progresul României (UNPR) ab.

### PSD unter Ponta (2010–2015)

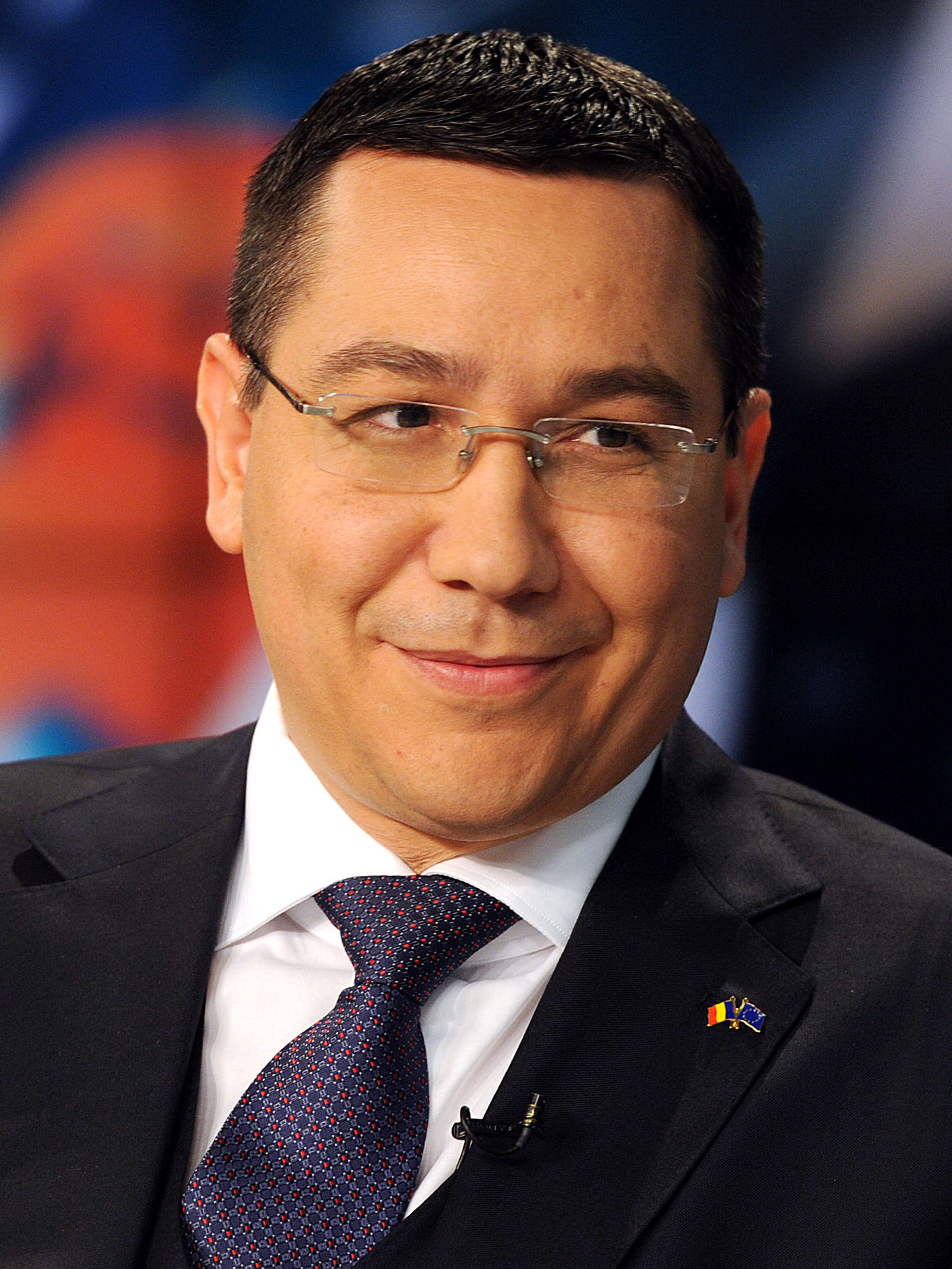
Victor Ponta (2014)

Im Frühjahr 2011 schloss sich die PSD mit der Partidul Național Liberal (PNL) und der Partidul Conservator (PC) zur Uniunea Social Liberală (USL) zusammen. Dank weiterer Überläufer im Parlament verlor unterdessen die amtierende Regierung ihre Mehrheit und wurde am 27. April 2012 über ein Misstrauensvotum gestürzt. Staatspräsident Traian Băsescu ernannte daraufhin Victor Ponta zum neuen Regierungschef, sodass die PSD seit dieser Zeit wieder Regierungspartei war. Die folgenden Monate waren jedoch durch einen Machtkampf zwischen der neuen parlamentarischen Mehrheit und der Regierung auf der einen Seite und dem Staatspräsidenten Băsescu auf der anderen Seite geprägt, welcher das politische Geschehen Rumäniens lähmte. Die PSD gewann jedoch als Teil der USL haushoch die Parlamentswahlen im Dezember 2012.
Im Frühjahr 2014 brach die USL aufgrund interner Streitigkeiten auseinander und die PNL stieg aus der Regierung aus. Ponta konnte sich jedoch auch weiterhin auf eine Mehrheit im Parlament stützen und bildete am 5. März 2014 ein entsprechendes neues Kabinett. Allerdings unterlag er als Kandidat der PSD dem gemeinsamen Kandidaten von PNL und PD-L, dem PNL-Vorsitzenden Klaus Johannis, überraschend in der Stichwahl der Präsidentenwahl im November 2014, obwohl er im ersten Wahlgang noch deutlich vor Johannis gelegen hatte. Als Ministerpräsident blieb Ponta jedoch zunächst im Amt.

### PSD unter Dragnea, Dăncilă und Ciolacu (2015–2025)

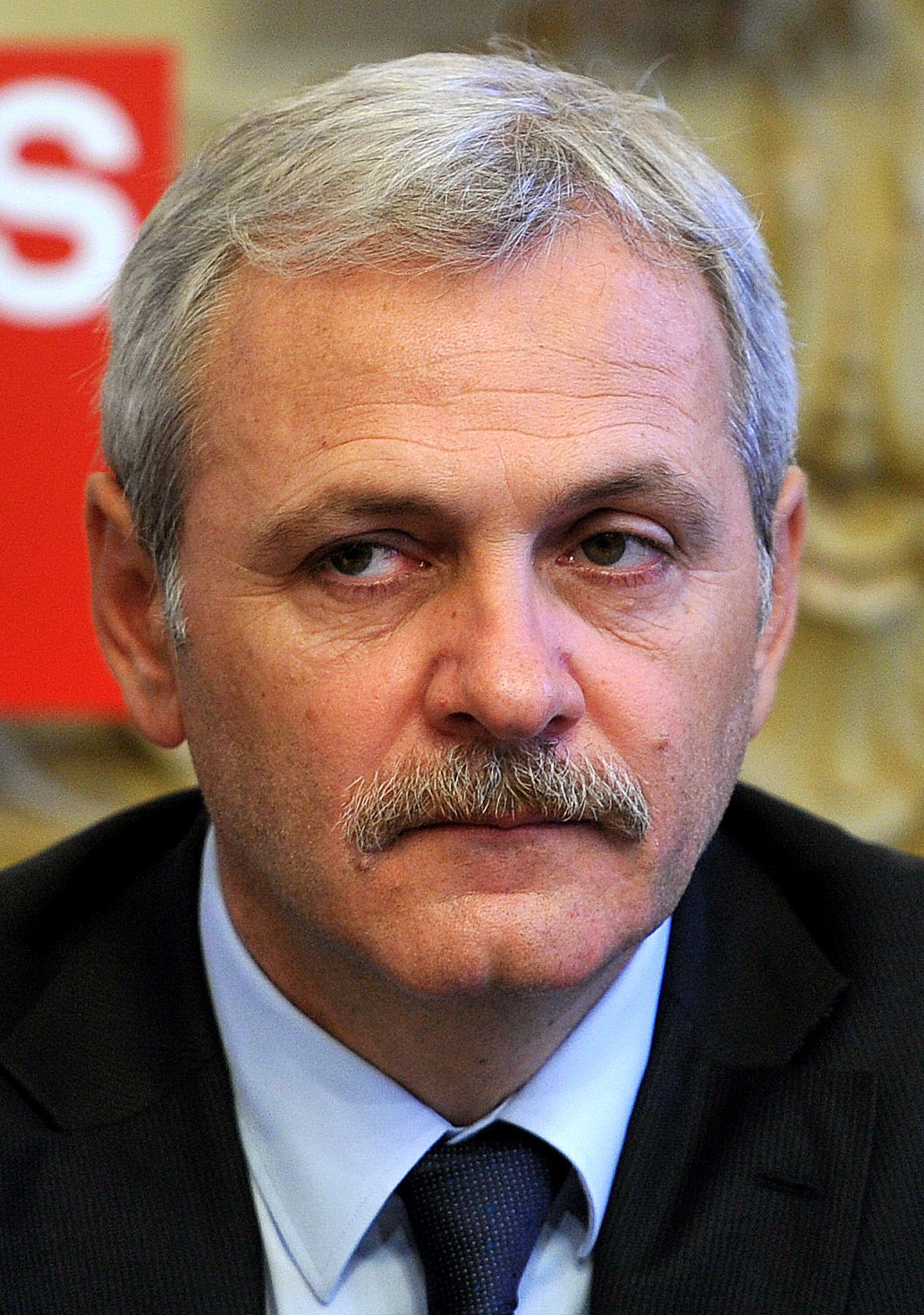
Liviu Dragnea (2014)

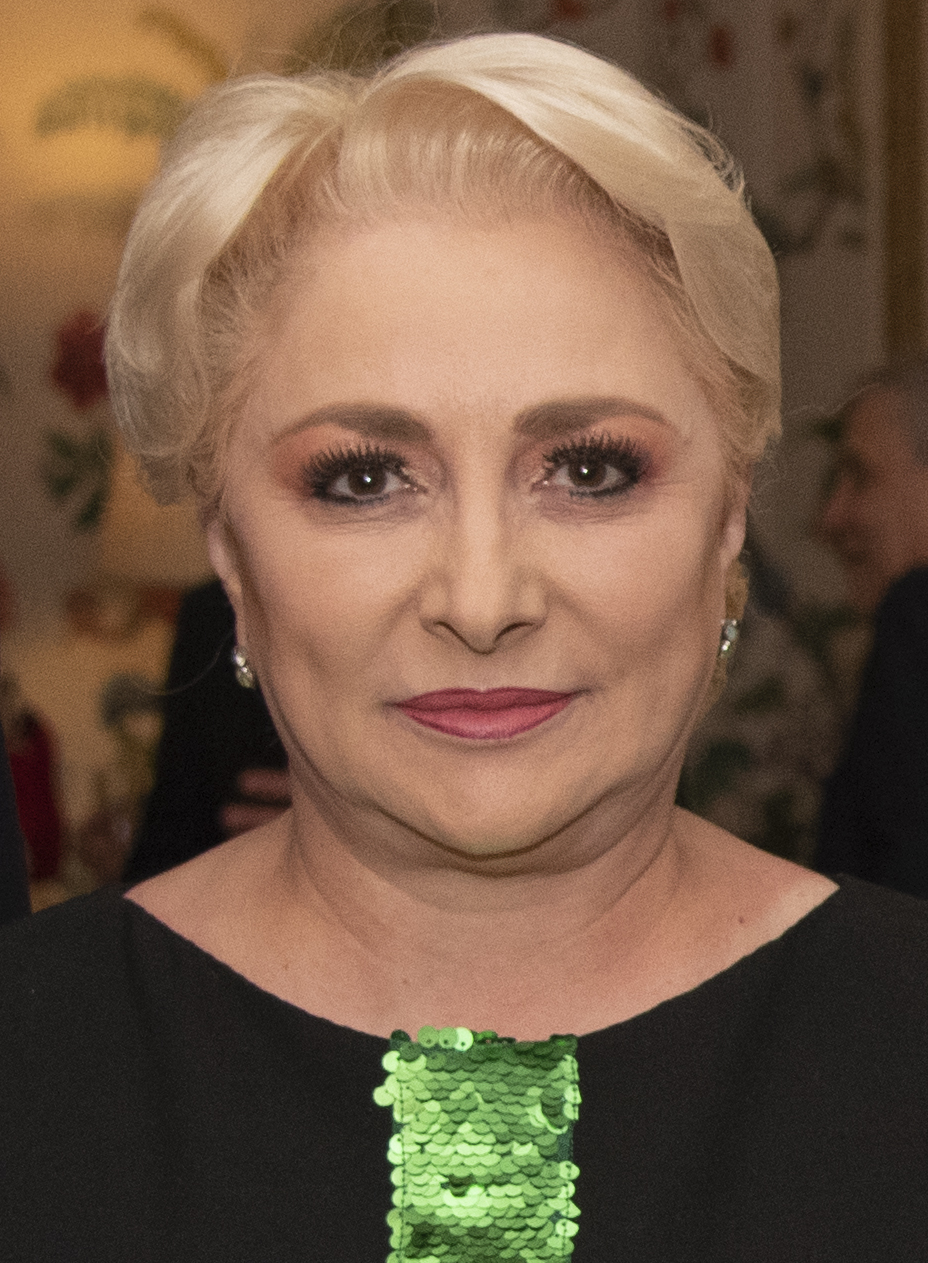
Viorica Dăncilă (2019)

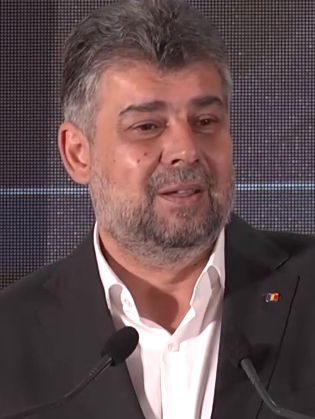
Marcel Ciolacu (2019)

Im Sommer 2015 verdichteten sich Korruptionsvorwürfe um den PSD-Vorsitzenden Ponta. Nachdem dieser zeitweise sowohl den Parteivorsitz als auch das Amt des Regierungschefs „kommissarisch“ ruhen ließ, trat er am 12. Juli 2015 vom Amt des PSD-Vorsitzenden zurück. Interimistisch führte daraufhin Rovana Plumb die PSD, bis Liviu Dragnea zum neuen Vorsitzenden gewählt wurde. Anfang November 2015, nach einer Brandkatastrophe, trat Ponta auch von seinem Amt als Ministerpräsident zurück. Neuer Premier wurde Dacian Cioloș, der eine ausschließlich aus parteilosen Experten zusammengesetzte Übergangsregierung bildete. Die PSD war seitdem nicht mehr im Kabinett vertreten.
Die PSD gewann die Parlamentswahl in Rumänien 2016 mit rund 45 % der Stimmen deutlich. Parteivorsitzender Liviu Dragnea wurde daraufhin zum Präsidenten der Abgeordnetenkammer gewählt. Nachdem Staatspräsident Klaus Johannis die Nominierung der Dragnea-Vertrauten Sevil Shhaideh für das Amt der Premierministerin noch ablehnte, akzeptierte er die Nominierung von Sorin Grindeanu. Dieser stand einer Koalitionsregierung vor, in der neben Mitgliedern der PSD auch Vertreter der liberalen Alianța Liberalilor și Democraților (ALDE) des ehemaligen Premiers und Senatspräsidenten Călin Popescu-Tăriceanu vertreten waren. Ministerpräsident Grindeanu verlor jedoch bereits nach wenigen Monaten das Vertrauen von Parteichef Dragnea und wurde am 21. Juni 2017 per Misstrauensvotum gestürzt. Der bisherige Wirtschaftsminister Mihai Tudose bildete daraufhin ein neues Kabinett. Am 16. Januar 2018 trat auch Tudose aufgrund mangelnden Rückhalts in der eigenen Partei zurück. Die bisherige PSD-Abgeordnete des EU-Parlaments Viorica Dăncilă bildete daraufhin eine neue Regierung und setzte die Koalition mit der ALDE fort.
Korruptionsvorwürfe um Parteichef Liviu Dragnea führten seit 2016 zu fortlaufenden Protesten der Öffentlichkeit gegen die PSD-Regierung, zumal die Partei mit ihrer Parlamentsmehrheit auch durch Änderungen im Bereich des Straf- und Strafrechtes versuchte, bisherige Standards im Bereich der Korruptionsbekämpfung zu senken. Victor Ponta wurde 2017 aus der PSD ausgeschlossen, weil er sich gegen Dragnea stellte. Ponta gründete im Februar 2018 mit einer Gruppe von Unterstützern, die die Regierungsparteien PSD und ALDE ebenfalls verließen, die Partei PRO România. Er kritisierte, dass die PSD „sehr populistisch, sehr nationalistisch“ geworden sei. Bei der Europawahl 2019 verlor die PSD gegenüber der vorherigen Wahl fast 15 Prozentpunkte und kam nur noch auf 22,85 %.
Ende Mai 2019 wurde eine gegen den Parteichef Liviu Dragnea verhängte mehrjährige Haftstrafe in der Berufungsinstanz bestätigt und er musste ins Gefängnis. Daraufhin übernahm Ministerpräsidentin Viorica Dăncilă auch den Parteivorsitz. Ihre Wahl durch den Parteitag focht Dragnea allerdings – vom Gefängnis aus – gerichtlich an. Dăncilă wurde im Oktober 2019 nach einem Misstrauensantrag als Ministerpräsidentin abgewählt, seither ist die PSD in Opposition gegen die Regierung von Ludovic Orban (PNL). Einen Monat später trat Dăncilă auch als Parteivorsitzende zurück, sie wurde durch den Präsidenten der Abgeordnetenkammer, Marcel Ciolacu, abgelöst.
Bei der Parlamentswahl von 2020 errang die PSD einen klaren Sieg, blieb bis November 2021 in der Opposition. Danach schloss sie mit der PNL und der UDMR die Koalition Coaliția Națională pentru România (CNR), aus der sich das PNL-geführte Kabinett Ciucă bildete.